# Fluor-19 kernspinspectroscopie

Een voorbeeld ^{19}F NMR spectrum van een eenvoudige organische verbinding. Voor elke piek is ook de integraal aangegeven.

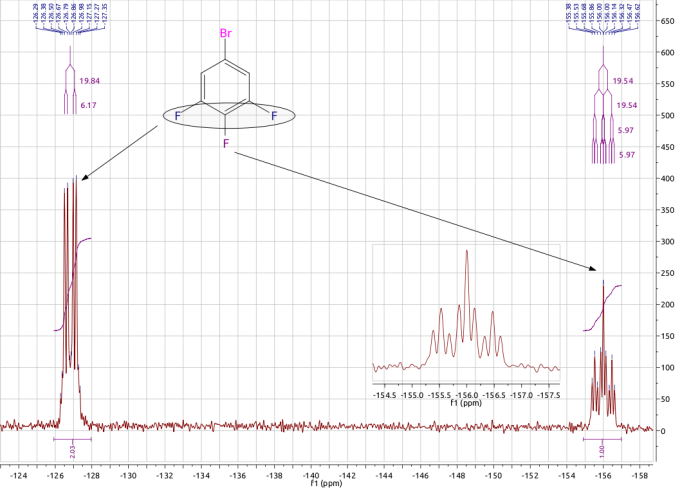
^{19}F NMR van 1-broom-3,4,5-trifluorbenzeen. De uitvergroting laat het koppelingspatroon zien van het fluor-atoomop de 4-plaats met de andere fluor-atomen met de waterstofatomen op de 2- en de 6-plaats.

Fluor-19 kernspinspectroscopie (fluor NMR of 19F NMR) is een analytische chemische techniek om fluorhoudende verbindingen op te sporen en te identificeren. In de kernspinresonantie is 19F een belangrijke kern vanwege zijn gevoeligheid en grote spreiding in chemische verschuiving. Deze laatste is groter dan in de proton-NMR.

## Algemeen
19F heeft een kernspin (I) van ½ en een grote gyromagnetische verhouding. Het gevolg is dat dit isotoop zeer gevoelig in de NMR-meting. Verder vormt 19F 100% van het natuurlijk voorkomede fluor. De enige andere hoog gevoelige kernen met spin ½ die ook nog (vrijwel) mono-isotopisch zijn, zijn 1H en 31P. Na 3H en 1H is de 19F-kern de derde in rij wat gevoeligheid betreft.
De chemische verschuiving van 19F NMR hebben een bereik van ongeveer 800 ppm. Voor organische fluorverbindingen is de spreiding veel kleiner, beginnend bij ca. -50 ppm (voor CF3-groepen) tot ongeveer -220 ppm (voor CH2F-groepen). Het grote bereik kan aanleiding geven tot problemen bij het opnemen van spectra, zoals slechte resolutie (om het hele spectrum te zien zijn details slecht waarneembaar) een inaccurate integratie.
Het is ook mogelijk 19F{1H} - waterstof ontkoppelde (spin-spin-koppeling met waterstof wordt uitgeschakeld) - of juist 1H{19F} - fluor ontkoppelde (in het proton-NMR zie je geen effect van de fluor-atomen) - op te nemen. De toepassing van technieken als 19F-13C HMBC bieden inzicht in de binding van fluor aasn het koolstofskelet van een molecuul, HOESY spectra geven inzicht in de ruimtelijke relatie tussen molecuuldelen.

## Chemische verschuiving
De waarden die in de literatuur voor de chemische verschuiving in 19F NMR gerapporteerd worden kunnen grote verschillen vertonen, zelfs als de spectra opgenomen zijn in het zelfde oplosmiddel. Meer dan 1 ppm is gebruikelijk. Hoewel de referentieverbindin voor de 19F NMR spectroscopie, het signaal van puur CFCl3 (0 ppm), is sinds de jaren 50 van de 20e eeuw als zodanig gebruikt. Eenvoudige regels hoe in de dagelijkse, routinematige, laboratoriumpraktijk moest worden gehandeld ontbraken echter nog lang. Onderzoek naar de effecten op de chemische verschuiving in de fluor NMR spectroscopie bracht aan het licht dat het oplosmiddel hierop het grootste effect heeft (Δδ = ±2 ppm of meer). Een oplosmiddel specifieke tabel met 5 interne standaarden is inmiddels beschikbaar. De standaard stoffen zijn: het al eerder genoemde CFCl3, C6H5F, PhCF3, C6F6 en CF3CO2H. Met deze standaarden is een reproduceerbaarheid met Δδ = ±0,030 ppm mogelijk. Omdat de chemische verschuiving van CFCl3 ook beïnvloed wordt door het oplosmiddel kunnen gemeten waarden met deze stof als interne standaard (dus ook opgelost) niet zonder meer vergeleken worden met die van de pure stof (0 ppm). In de tabel zijn een aantal waarden voor de chemische verschuiving gerapporteerd ten opzichte van puur trichloorfluormethaan:
|            | CFCl3 | C6H5F   | PhCF3  | C6F6    | CF3CO2H |
| ---------- | ----- | ------- | ------ | ------- | ------- |
| Solvent    | [ppm] | [ppm]   | [ppm]  | [ppm]   | [ppm]   |
| CDCl3      | 0,65  | -112,96 | -62,61 | -161,64 | -75,39  |
| CD2Cl2     | 0,02  | -113,78 | -62,93 | -162,61 | -75,76  |
| C6D6       | -0,19 | -113,11 | -62,74 | -163,16 | -75,87  |
| Acetone-d6 | -1,09 | -114,72 | -63,22 | -164,67 | -76,87  |

Een complete lijst met de referentiestoffen in 11 gedeutereerde oplosmiddelen is te vinden in de geciteerde literatuur. Kortgeleden is bovendien een lijst met chemische verschuivingen van meer dan 240 stoffen gepubliceerd.

### Het voorspellen van chemische verschuivingen
De chemische verschuiving in 19F NMR is lastiger te voorspellen dan in de 1H NMR. De verschuivingen in 19F NMR worden namelijk sterk beïnvloed door mogelijk aangeslagen toestanden van het molecuul, terwijl in 1H NMR de verschuivingen vooral diamagnetisch bepaald zijn.

### Trifluormethylverbindingen
| -R           | δ (ppm) |
| ------------ | ------- |
| H            | -78     |
| CH3          | -62     |
| CH2CH3       | -70     |
| CH2NH2       | -72     |
| CH2OH        | -78     |
| CH=CH2       | -67     |
| C=CH         | -56     |
| CF3          | -89     |
| CF2CF3       | -83     |
| F            | -63     |
| Cl           | -29     |
| Br           | -18     |
| I            | -5      |
| OH           | -55     |
| NH2          | -49     |
| SH           | -32     |
| C(=O)Ph      | -58     |
| C(=O)CF3     | -85     |
| C(=O)OH      | -77     |
| C(=O)F       | -76     |
| C(=O)OCH2CH3 | -74     |

| -R      | δ (ppm) |
| ------- | ------- |
| H       | -144    |
| CH3     | -110    |
| CH2CH3  | -120    |
| CF3     | -141    |
| CF2CF3  | -138    |
| C(=O)OH | -127    |

| -R      | δ (ppm) |
| ------- | ------- |
| H       | -268    |
| CH3     | -212    |
| CH2CH3  | -212    |
| CH2OH   | -226    |
| CF3     | -241    |
| CF2CF3  | -243    |
| C(=O)OH | -229    |

### Fluoralkenen
De volgende praktijkregel is bruikbaar om een schatting te maken van de chemische verschuivingen van 19F aan dubbele banden, zogenaamde vinylische fluorsubstituenten:
{\displaystyle \delta _{C=CF}~(ppm)=-133.9+Z_{cis}+Z_{trans}+Z_{gem}+S_{cis/trans}+S_{cis/gem}+S_{trans/gem}}
waarin:
- Z de statistische substituent chemische verschuiving (SSCS[9]) van de substituent in de betrokken positie.
- S is de interactiefactor.[10] In de tabel hieronder zijn enkele representatieve waarden voor gebruik in deze formule opgenomen:[11]

| Substituent R | Zcis  | Ztrans | Zgem |
| ------------- | ----- | ------ | ---- |
| -H            | -7,4  | -31,3  | 49,9 |
| -CH3          | -6,0  | -43,0  | 9,5  |
| -CH=CH2       | ---   | ---    | 47,7 |
| -Ph           | -15,7 | -35,1  | 38,7 |
| -CF3          | -25,3 | -40,7  | 54,3 |
| -F            | 0     | 0      | 0    |
| -Cl           | -16,5 | -29,4  | ---  |
| -Br           | -17,7 | -40,0  | ---  |
| -I            | -21,3 | -46,3  | 17,4 |
| -OCH2CH3      | -77,5 | ---    | 84,2 |

| Substituent | Substituent | Scis/trans | Scis/gem | Strans/gem |
| ----------- | ----------- | ---------- | -------- | ---------- |
| -H          | -H          | -26,6      | ---      | 2,8        |
| -H          | -CF3        | -21,3      | ---      | ---        |
| -H          | -CH3        | ---        | 11,4     | ---        |
| -H          | -OCH2CH3    | -47,0      | ---      | ---        |
| -H          | -Ph         | -4,8       | ---      | 5,2        |
| -CF3        | -H          | -7,5       | -10,6    | 12,5       |
| -CF3        | -CF3        | -5,9       | -5,3     | -4,7       |
| -CF3        | -CH3        | 17,0       | ---      | ---        |
| -CF3        | -Ph         | -15,6      | ---      | -23,4      |
| -CH3        | -H          | ---        | -12,2    | ---        |
| -CH3        | -CF3        | ---        | -13,8    | -8,9       |
| -CH3        | -Ph         | ---        | -19,5    | -19,5      |
| -OCH2CH3    | -H          | -5,1       | ---      | ---        |
| -Ph         | -H          | ---        | ---      | 20,1       |
| -Ph         | -CF3        | -23,2      | ---      | ---        |

### Fluorbenzenen
Voor 19F aan een aromatische ring is er een andere formule om de chemische verschuiving te benaderen."
{\displaystyle \delta _{F}~(ppm)=-113.9+\Sigma Z_{ortho}+\Sigma Z_{meta}+\Sigma Z_{para}}
waarin
- Z is de SSCS waarde voor een substituent op een gegeven positie relatief ten opzichte van het fluor-atoom. Een aantal representatieve waarden staan in onderstaande tabel vermeld:[11]

| Substituent | Zortho | Zmeta ! | Zpara |
| ----------- | ------ | ------- | ----- |
| -CH319F     | -3,9   | -0,4    | -3,6  |
| -CH=CH2     | -4,4   | 0,7     | -0,6  |
| -F          | -23,2  | 2,0     | -6,6  |
| -Cl         | -0,3   | 3,5     | -0,7  |
| -Br         |        | 3,5     | 0,1   |
| -I          | 19,9   | 3,6     | 1,4   |
| -OH         | -23,5  | 0       | -13,3 |
| -OCH3       | -18,9  | -0,8    | -9,0  |
| -22,9       | -1,3   | -17,4   |       |
| -NO2        | -5,6   | 3,8     | 9,6   |
| -CN         | 6,9    | 4,1     | 10,1  |
| -SH         | 10,0   | 0,9     | -3,5  |
| -CH(=O)     | -7,4   | 2,1     | 10,3  |
| -C(=O)CH3   | 2,5    | 1,8     | 7,6   |
| -C(=O)OH    | 2,3    | 1,1     | 6,5   |
| -C(=O)NH2   | 0,5    | -0,8    | 3,4   |
| -C(=O)OCH3  | 3,3    | 3,8     | 7,1   |
| -C(=O)Cl    | 3,4    | 3,5     | 12,9  |

De gegevens zoals ze hier boven zijn weergegeven zijn puur voorbeelden. Andere bronnen en tabellen zijn ook beschikbaar voor het inschatten van waarden voor de chemische verschuiving in 19F NMR.
Iets waar in ieder geval rekening mee gehouden moet worden is dat de conventies voor + / – in de loop van de tijd verwisseld zijn. Vooral bij het vergelijken van oudere literatuurwaarden is dit een punt waar rekening mee gehouden moet worden.

## Spin-spinkoppeling
19F-19F koppelingsconstanten zijn in het algemeen groter dan die voor 1H-1H. Dit betekent dat koppelingen over langere afstanden in het molecuul een rol spelen, (2J, 3J, 4J or even 5J) worden standaard waargenomen. Wel geldt algemeen: hoe groter de afstand, hoe kleiner de waarde. Wayerstof koppelt met fluor, een standaard verschijnsel in 19F-spectra. Met een geminaal waterstof-atoom (waterstof op het zelfde koolstof-atoom) kan de koppeling wel 50 Hz zijn. Ook andere kernen kunnen met fluor koppelen. In alle gevallen is de waarneembaarheid in het spectrum meestal te onderdrukken in ontkoppelingsexperimenten. Het is gebruikelijk om in fluor-NMRs zowel waterstof als koolstof te ontkoppelen. Tussen fluor-atomen zijn de koppelingsconstanten veel groter dan in proton-NMR gebruikelijk is. Voor geminale fluoratomen gelden waarden van 250–300 Hz. Voor koppelingsconstanten zijn uitgebreide literatuurlijsten beschikbaar.

## MRI, Magnetic resonance imaging
19F magnetic resonance imaging (MRI) is een goede aanvulling of vervanging van 1H MRI. Bio-incompatibliteitsproblemen kunnen ondervangen worden door gebruik te maken van zachte nanodeeltjes. Toepassingen omvatten pH-, temperatuur-, enzym-, metaalion- en redoxgevoelige- contrast agents. Lange termijn cellabelling is ook mogelijk.